# パイ・ゴウ・ポーカー
パイ・ゴウ・ポーカー (Pai Gow Poker)とは、中国の「牌九」というドミノに似た牌を使用して行うゲームを、トランプで行うように翻案したギャンブルゲームの一種である。ポーカーをモチーフとしてはいるが、通常のポーカーのように客同士が対抗するのではなく客と胴元が対抗する。
広東語の「九」の発音も、英語の「gow」も、「ゴウ」より「ガウ」に近い。したがって、「パイ・ガウ･ポーカー」あるいは「パイ・ガオ･ポーカー」と呼ばれることもある。

## ゲームのルール
1. ゲームは、一組52枚のトランプカードに、ジョーカー1枚を加えた全53枚のカードで行う。
2. ジョーカーは、5枚目のA（エース）として使用するか、またはストレート、もしくはフラッシュを成立させるワイルドカードとして使用できるが、ペア、もしくはスリー・オブ・ア・カインド、もしくはフルハウスを成立させるワイルドカードとしては使用できない。
3. プレイヤーとディーラーには、それぞれ7枚ずつのカードが伏せて配られる。プレイヤーは、配られたカードを見て、ハイハンドと呼ばれる5枚と、ローハンドと呼ばれる2枚の手の二つに分け、テーブル上の所定の場所に伏せて置く。この時、ハイハンドは必ずローハンドよりも高いランクの手でなくてはならない。これを誤るとファールとなり、後の結果判定時に即座に負けとなる。なお、カジノによってはハイハンドをファーストハイハンド、ローハンドをセカンドハイハンドと呼ぶなどのバリエーションがあるが、いずれの場合も5枚の手の方が高位でなければならないというルールは同様である。
4. プレイヤーが手を分け終わると、ディーラーは自分のカードを表向きにして、「ハウスウェイ」と呼ばれる、カジノごとに独自に定められた法則に従ってハイハンドとローハンドに分ける。ハウスウェイは、カジノによって若干の差異があるが、いずれの場合も、負けるよりは引き分けを狙って、リスクをなるべく小さくする方向に手を分けることを趣旨とする。
5. ディーラーは分け終わった自分の手をプレイヤーに示した後、ディーラーから見て右側のプレイヤーから順にカードを開き、双方のローハンド同士とハイハンド同士を比較して、結果を判定していく。ローハンドとハイハンド共に相手を上回っている方が勝ち、どちらかひとつの手が上回り残るひとつの手が下回る場合は引き分けとなる。プレイヤーとディーラーが同じ手であった場合は、コピーハンドと称して、その手はディーラーの方が上回っているものとみなされる。
6. 手の高低の判断は通常のポーカーに準じる。ただし、最も高位の手は、4枚の通常のA（エース)に5枚目のA（エース）であるジョーカーを加えた、A（エース）のファイブ・オブ・ア・カインドとなる。
7. プレイヤーが勝った場合は、賭け金の1倍が配当として支払われるが、そのうちより5%が手数料として差し引かれる。

## 戦略
最適な戦略は時に複雑である。比較的頻繁に出現する悩ましいケースは、ツーペアがある場合に、これをローハンドとハイハンドにワンペアとして振り分けるか否かであるが、十分に高位の札を含むツーペアの場合は、ハイハンドとローハンドそれぞれにワンペアとして分けるのが一般的な戦略とされている。

## バンクプレイ
バンクプレイとは、一人のプレイヤーが定率の手数料をカジノ側に支払うことにより、他のすべてのプレイヤーと対抗する胴元の立場としてゲームを行うルールである。この場合のカジノは、ゲームに負けるというリスクを負わずに、手数料収入のみを得る。一方、バンクプレイをするプレイヤーは、他のすべてのプレイヤーに対する支払いを担保するだけの資金量を必要とするリスクを負う反面、コピーハンド時の優位性が得られる利点がある。

## ドラゴンハンド
最高6人のプレイヤーが着席できるテーブルにおいて、空席がある場合、誰か一人のプレイヤーに限り、二つの席を掛け持ってプレイすることを許容するルールを採用しているカジノもある。この二つ目の手をドラゴンハンドと言い、ドラゴンハンドへの賭けを引き受けたプレイヤーは、まず自分の席に配られたカードを二つの手に分けた終わった後に、ドラゴンハンドを二つの手に分けて、結果の判定を待つ。
ドラゴンハンドへの賭けを引き受ける権利は、1ゲームが終了するごとに右隣のプレイヤーに移動するが、権利が回って来ても行使せずに、次のプレイヤーに譲っても良い。このルールの意図はテーブルの稼働率を上げる点にあり、勝率やペイアウト率に影響を及ぼすものではない。

## サイドベット
カジノによっては、本来の賭けとは独立した別の賭けであるサイドベットを受け付けている場合がある。サイドベットを賭けておくと、手に一定以上の役ができた場合に、本来の賭けの結果とは関係なく配当を受けることができる。得られる配当の額は役のランクにより異なる。サイドベットのシステムには、プログレッシブ・ジャックポットを取り入れているものや、一定額以上を張っておくと、他のプレイヤーの手に高い手ができた場合にも配当を受けられるものなど、数種類のバリエーションがある。